# Тиницько-Курінівське (заказник)
Тиницько-Куренівське — гідрологічний заказник місцевого значення в Україні. Розташований у межах Бахмацького району Чернігівської області, між селами Тиниця та Курінь.
Площа — 405 га. Статус присвоєно згідно з рішенням Чернігівського облвиконкому від 24.12.1979 року № 561. Перебуває у віданні Тиницької, Халимонівської та Куренівської сільських рад.
Охороняється низинне болото, де зростає низка болотних і гідрофільних видів — очерет звичайний, осока гостра, лепешняк великий, лепеха звичайна, омег водяний, вовконіг європейський, зніт болотний. Заказник має важливе значення як регулятор та стабілізатор гідрологічного режиму прилеглих територій.